# Nothura
Nothura, rod ptica potporodice Rhynchotinae, porodice Tinamidae, koji obuhvaća pet vrsta i šesnaest podvrsta. Ove ptice rasprostranjene su u tropskoj nizinskoj Južnoj Americi. Blisko su povezane s nojevkama. 
Duge su 18 cm (Nothura minor) - 28.5 cm (Nothura boraquira). Svežderi su. Ne kreću se puno, uglavnom sjede. Hrane se plodovima s tla ili niskih grmova. Također se hrane i malom količinom manjih beskralježnjaka i biljnih dijelova. Mužjak inkubira jaja koja mogu biti od čak četiri različite ženke. Inkubacija obično traje 2-3 tjedna.

## Vrste i podvrste
- Nothura boraquira, Prugastovrati tinamu
- Nothura minor, Pjegavovrati tinamu
- Nothura darwinii, Darwinov tinamu
  - Nothura darwinii agassizii
  - Nothura darwinii boliviana
  - Nothura darwinii darwinii
  - Nothura darwinii peruviana
  - Nothura darwinii salvadorii
- Nothura maculosa, Pjegavokrili tinamu
  - Nothura maculosa annectens
  - Nothura maculosa cearensis
  - Nothura maculosa maculosa
  - Nothura maculosa major
  - Nothura maculosa nigroguttata
  - Nothura maculosa pallida
  - Nothura maculosa paludivaga
  - Nothura maculosa submontana
- Nothura chacoensis, Prugastoleđi tinamu